# Ferdinandusa boomii
Ferdinandusa boomii är en måreväxtart som beskrevs av Julian Alfred Steyermark. Ferdinandusa boomii ingår i släktet Ferdinandusa och familjen måreväxter. Inga underarter finns listade i Catalogue of Life.